# Тумат, Кара-оол Хууракпанович
Кара-оол Хууракпанович Тумат (15 октября 1935 года, с. Дус-Даг, Овюрский район, Тувинская Народная Республика — 2002 год) — Народный хоомейжи Республики Тыва (1995).

## Биография
Кара-оол Хууракпанович Тумат родился 15 октября 1935 года в селе Дус-Даг Овюрского района Тувинской Народной Республики. В 1952 году с семьей переехал в Улуг-Хемский район, где прожил до конца своей жизни. Более 30 лет проработал комбайнером. Около 10 лет был руководителем и участником самодеятельного ансамбля хоомеистов "Амырак" при районном отделе культуры. На сцену впервые вышел в 1956 году в качестве исполнителя-хоомейиста. После этого стал постоянным участником художественной самодеятельности, выступая во всех концертах, фестивалях и конкурсах республиканского значения.В 1965 году он впервые выехал за пределы Тувы - в Москву (для участия в IX Международном фестивале сельских клубов), выступил в Кремлёвском дворце съездов, в зале Чайковского. В середине 90-х годов Тумат К.Х. гастролировал по странам Европы.
Кара-оол Тумат - один из выдающихся хоомеистов Тувы и основателей. Он - человек, болевший душой за тувинский хоомей. По его словам, он исполняет всего четыре стиля из 5 общеизвестных стилей. Из тувинских инструментов предпочитал дошпулуур и шанзы. Знаток тувинских частушек - кожамык. Хорошо играл на гитаре, писал стихи. В 1995 году на II Международном симпозиуме "Хоомей - феномен культуры народов Центральной Азии" (г.Кызыл) Кара-оолу Тумату присудили звание Народного хоомейжи Республики Тыва. В его исполнении сыгыт, хоомей, каргыраа можно прослушать в СД (компакт-диск), выпущенном голландским исследователем М.ван Тонгереном (2002) и СД "Хоректээр" З.К. Кыргыс (2002).

## Награды и звания
- Народный хоомейжи Республики Тыва (1995)